# 锈毛喜马拉雅崖爬藤
锈毛喜马拉雅崖爬藤（学名：Tetrastigma rumicispermum var. lasiogynum）为葡萄科崖爬藤属喜马拉雅崖爬藤的变种。分布于中国大陆的云南等地，常生于山谷林中，目前尚未由人工引种栽培。